# TRAPPIST-1 b
A TRAPPIST-1 b egy exobolygó, amely a TRAPPIST-1 nevű ultrahűvös vörös törpe körül kering, ami nagyjából 39 fényévre van a Földtől, a Vízöntő csillagképben.

## Lakhatóság
Kialakulása során lehetséges, hogy felszínén víz volt, mára azonban a TRAPPIST-1 b és a TRAPPIST-1 c akár négy, Földéhez hasonló méretű óceánt veszthettek el, amely miatt kevés esély van az égitesten az élet kialakulására. A TRAPPIST-1 d azonban elég vizet őrizhetett meg az élet fenntartásához.

## Színképe
A TRAPPIST-1 b és a TRAPPIST-1 c színképe kizárja a lehetőségét egy felhőmentes, hidrogén-uralta atmoszférának mindkét bolygónál; valószínűtlen, hogy hosszabb ideig meg tudnak tartani egy kiterjedt gázhalmazt. A színek egy felhőmentes, vízgőzből álló atmoszférára vagy egy Vénusz-féle atmoszférára engednek következtetni az égitestek esetében.

## Galéria
- A TRAPPIST-1 bolygórendszerének fantáziarajza a csillaghoz közeli bolygókkal
- A TRAPPIST-1 és három bolygója a központi csillag a hozzá közelebb keringő bolygók egyikéről

## Fordítás
Ez a szócikk részben vagy egészben  a   TRAPPIST-1b című angol Wikipédia-szócikk ezen változatának fordításán alapul.  Az eredeti cikk szerkesztőit annak laptörténete sorolja fel. Ez a jelzés csupán a megfogalmazás eredetét és a szerzői jogokat jelzi, nem szolgál a cikkben szereplő információk forrásmegjelöléseként.